# Ф'юмічелло (річка)
Фьюмічелло (італ. Fiumicello) — річка в Сан-Марино та Італії. Впадає в річку Марано.
| Сан-Марино | Це незавершена стаття з географії Сан-Марино. Ви можете допомогти проєкту, виправивши або дописавши її. |